# Stamnodes lamarum
Stamnodes lamarum är en fjärilsart som beskrevs av Louis Beethoven Prout 1941. Stamnodes lamarum ingår i släktet Stamnodes och familjen mätare. Inga underarter finns listade i Catalogue of Life.